# زنگ قهوه‌ای گندم
زنگ قهوه‌ای گندم (نام علمی: Puccinia recondita) نام یک گونه از راسته زنگار است.